# Glicólise anaeróbica
Glicólise anaeróbica é uma forma de glicólise onde duas moléculas de ATP são geradas para cada molécula de glicose convertida em lactato, e caracteriza-se pela ausência (ou limitação) de Oxigênio.
A glicólise anaeróbica, embora liberando apenas uma pequena quantia da energia contida na molécula de glicose, é uma valiosa fonte de energia sob várias condições, incluindo aquelas quando o suprimento de oxigênio é limitado, como no músculo durante o exercício intensivo, e em tecidos com poucas ou nenhuma função mitocondrial, como a medula renal, eritrócitos maduros e leucócitos.
Na glicólise anaeróbica existe uma consequente produção e consumo de NADH: o NADH formado pelo gliceroldeído desidrogenase é usado pelo lactato desidrogenase para reduzir o piruvato em lactato. Duas moléculas de lactato são produzidas para cada molécula de glicose metabolizada.
Glicose + 2Pi + 2ADP → 2Lactato + 2ATP +2H2O
Na fermentação, também ocorre a glicólise anaeróbica, onde as leveduras e bactérias, devido à ausência de oxigênio, geram álcool etanol e CO2, a partir do piruvato e da quinase.
O piruvato é o aceitador terminal de elétrons na fermentação de ácido láctico. Quando oxigênio suficiente não está presente nas células musculares para a oxidação de piruvato e NADH produzido na glicólise, NAD+ é regenerado a partir de NADH por redução do piruvato em ácido láctico. O Piruvato é convertido em ácido láctico pela enzima lactato desidrogenase. A variação de energia livre padrão da reação é de -25,1 kJ / mol .